# CD FILE 荻野目洋子 VOL.3
『CD FILE 荻野目洋子 VOL.3』（シーディ・ファイル おぎのめようこ ヴォリューム・スリー）は、1989年3月21日に発売された荻野目洋子のベスト・アルバム。

## 解説
荻野目洋子の11枚目から15枚目までのシングルA・B面曲を収録した、レコード会社独自のベスト・アルバム「CD FILE」の3枚目。

## 収録曲
1. 湾岸太陽族
作詞：売野雅勇　作曲：山崎稔　編曲：西平彰
  - 11枚目のシングルA面曲。
2. 粉雪のリゾート
作詞：売野雅勇　作曲：古本鉄也　編曲：西平彰
  - 「湾岸太陽族」のB面曲。
3. さよならの果実たち
作詞：売野雅勇　作曲：筒美京平　編曲：武部聡志
  - 12枚目のシングルA面曲。
4. ロフトサイド・グラフィティ
作詞：売野雅勇　作曲：筒美京平　編曲：新川博
  - 「さよならの果実たち」のB面曲。
5. 北風のキャロル
作詞：売野雅勇　作曲：筒美京平　編曲：新川博
  - 13枚目のシングルA面曲。
6. 月曜日のマリーナ
作詞：売野雅勇　作曲：筒美京平　編曲：新川博
  - 「北風のキャロル」のB面曲。
7. ストレンジャーtonight
作詞：売野雅勇　作曲：NOBODY　編曲：米光亮
  - 14枚目のシングルA面曲。
8. BUS STOP
作詞：売野雅勇　作曲：G.Gouldman　編曲：西平彰
  - 「ストレンジャーtonight」のB面曲。
9. スターダスト・ドリーム
作詞：麻生麗二　作曲・編曲：井上ヨシマサ
  - 15枚目のシングルA面曲。
10. ジャングル・ダンス
作詞：森正和　作曲：小室哲哉　編曲：米光亮
  - 「スターダスト・ドリーム」のB面曲。